# Polonais (peuple)
Cet article concerne les habitants de la Pologne : les Polonais. Pour la langue polonaise, voir Polonais.
S'agissant du peuple, le substantif Polonais peut désigner :
- selon le droit international et le droit polonais qui se réfèrent au droit du sol, l'ensemble des citoyens de la Pologne au nom duquel la justice est rendue et qui légitime toute action du gouvernement polonais ;
- selon les définitions ethnographiques qui se réfèrent au droit du sang, l'ensemble des personnes d'ascendance et de culture polonaise, généralement locutrices de la langue polonaise.

La langue polonaise fait partie de la branche léchitique du slave occidental. Le mot léchitique vient du nom ancien et poétique de la Pologne, le « pays de Lech », l'un des trois héros de la mythologie populaire, fondateurs des pays slaves, avec « Tchèque » et « Rous ».
Outre le territoire actuel de la Pologne (après 1945), les Polonais au sens d'ethnie sont présents dans les pays voisins : en Lituanie (Est de Vilnius), en Lettonie (Latgale), en Biélorussie (4 % de la population dans l'Ouest du pays) et en Ukraine occidentale.

## Ethnonymie
Le terme « Pologne » (en polonais : Polska) ou « Polonais » (en polonais : Polacy) dérive du terme indo-européen pole, pele que l'on retrouve dans le latin populaire campania désignant un paysage de champs ouverts et qui a aussi donné la Campanie, la Campine, la Champagne ou la Westphalie. D'ailleurs l'ancienne Pologne médiévale était elle-même parfois désignée ainsi : « Inter Alpes Huniae et Oceanum est Polonia, sic dicta in eorum idiomate quasi Campania » (« Entre les Alpes de Hunia et l'océan se trouve la Pologne, ainsi appelée dans son idiome comme la Campanie »), écrit Gervais de Tilbury en 1211.

## Ethnogenèse

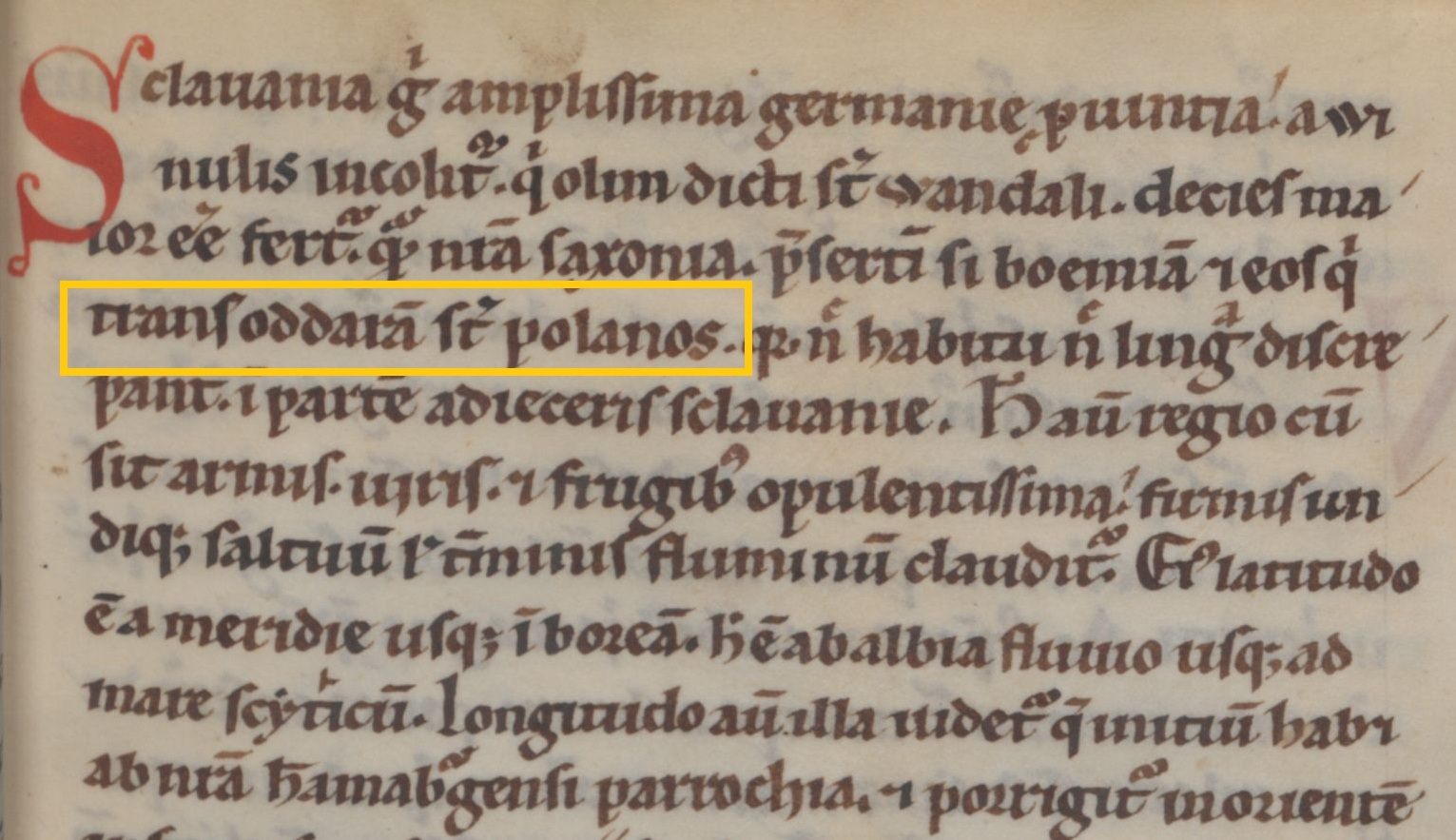
Fragment des Gesta Hammaburgensis ecclesiae pontificum (1073) d’Adam de Brême, contenant le nom des Polanes : « trans Oddaram sunt Polanos »

Le peuple polonais descend d’un mélange de divers peuples anciens qui habitaient le territoire de la Pologne actuelle avant et durant la fin de l’Antiquité,. La région fut peuplée par de nombreuses tribus et cultures, notamment les Baltes, les Celtes, les tribus germaniques, les Slaves, les Thraces, ainsi que possiblement des restes de populations proto-indo-européennes et non indo-européennes plus anciennes. Des preuves archéologiques issues de la culture lusacienne (vers 1300–500 av. J.-C.), ainsi que des cultures successives comme les cultures poméranienne, de Przeworsk et de Wielbark, témoignent d’un paysage démographique diversifié dans la Pologne préhistorique. Ces cultures étaient associées à divers groupes ethniques, tels que les Celtes (notamment au sud de la Pologne), des tribus germaniques comme les Vandales et les Goths, ainsi que les peuples baltes au nord-est,.
Durant la période des grandes migrations, la région fut progressivement occupée par les Slaves anciens (en) (vers 500–700 apr. J.-C.). Ces peuples slaves s’organisèrent en unités tribales et assimilèrent les restes des populations antérieures, contribuant ainsi à l’ethnogenèse et à l’identité des Slaves occidentaux, incluant de nombreuses tribus polonaises et les Léchites,. Les noms de nombreuses tribus apparaissent dans la liste dressée par le Géographe bavarois anonyme au IXe siècle. Aux IXe et Xe siècles, ces tribus donnèrent naissance à des entités régionales structurées, notamment le long du cours supérieur de la Vistule (les Vislanes), sur les côtes de la mer Baltique et en Grande-Pologne. Ce processus tribal aboutit finalement (au Xe siècle) à la formation d’un système politique durable et à la création d’un État polonais,.

## Langue

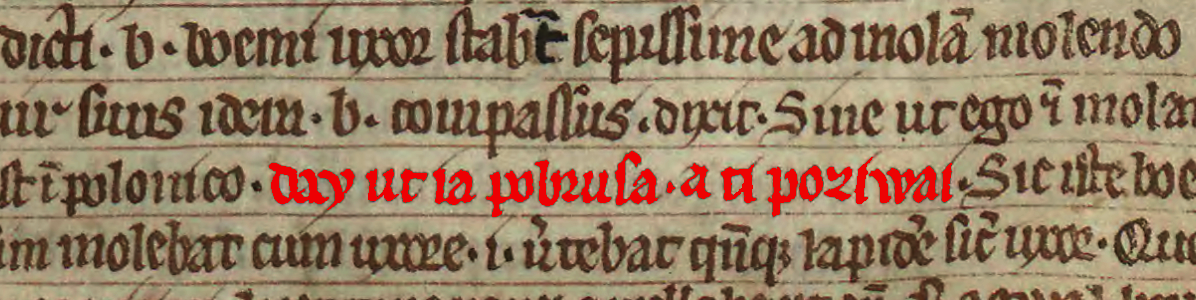
Le Livre de Henryków. En rouge, la plus ancienne phrase connue en vieux polonais.

Le polonais est la langue maternelle de la majorité des Polonais. Il s’agit d’une langue slave occidentale appartenant au groupe léchitique et constituant la seule langue officielle de la République de Pologne. Sa forme écrite utilise l’alphabet polonais, basé sur l’alphabet latin enrichi de six signes diacritiques, pour un total de 32 lettres. Proche du tchèque et du slovaque, le polonais a été profondément influencé au cours de son histoire par le latin, l’allemand et d’autres langues,.
La Pologne est un pays linguistiquement homogène : près de 97 % des citoyens déclarent le polonais comme langue maternelle.
Les locuteurs du polonais utilisent la langue de manière largement uniforme à travers le pays, bien que de nombreux dialectes et une langue vernaculaire soient présents dans certaines régions parallèlement au polonais standard. Les variétés linguistiques les plus répandues sont le silésien, parlé en Haute-Silésie, et le cachoube, utilisé dans l’ancienne Poméranie orientale, aujourd’hui dans le nord-ouest du pays. Le cachoube possède un statut distinct de langue à part entière,. Les Gorales, peuple montagnard du sud, utilisent également un dialecte non standard caractérisé par une prononciation et une intonation particulières.
La répartition géographique du polonais a été fortement influencée par les changements de frontières et les déplacements de population après la Seconde Guerre mondiale – les fuites et les expulsions forcées des Allemands ainsi que les réinstallations de Polonais des anciennes régions perdues face à l'Union soviétique ont largement contribué à l’homogénéité linguistique actuelle du pays.

## Histoire

### Protohistoire

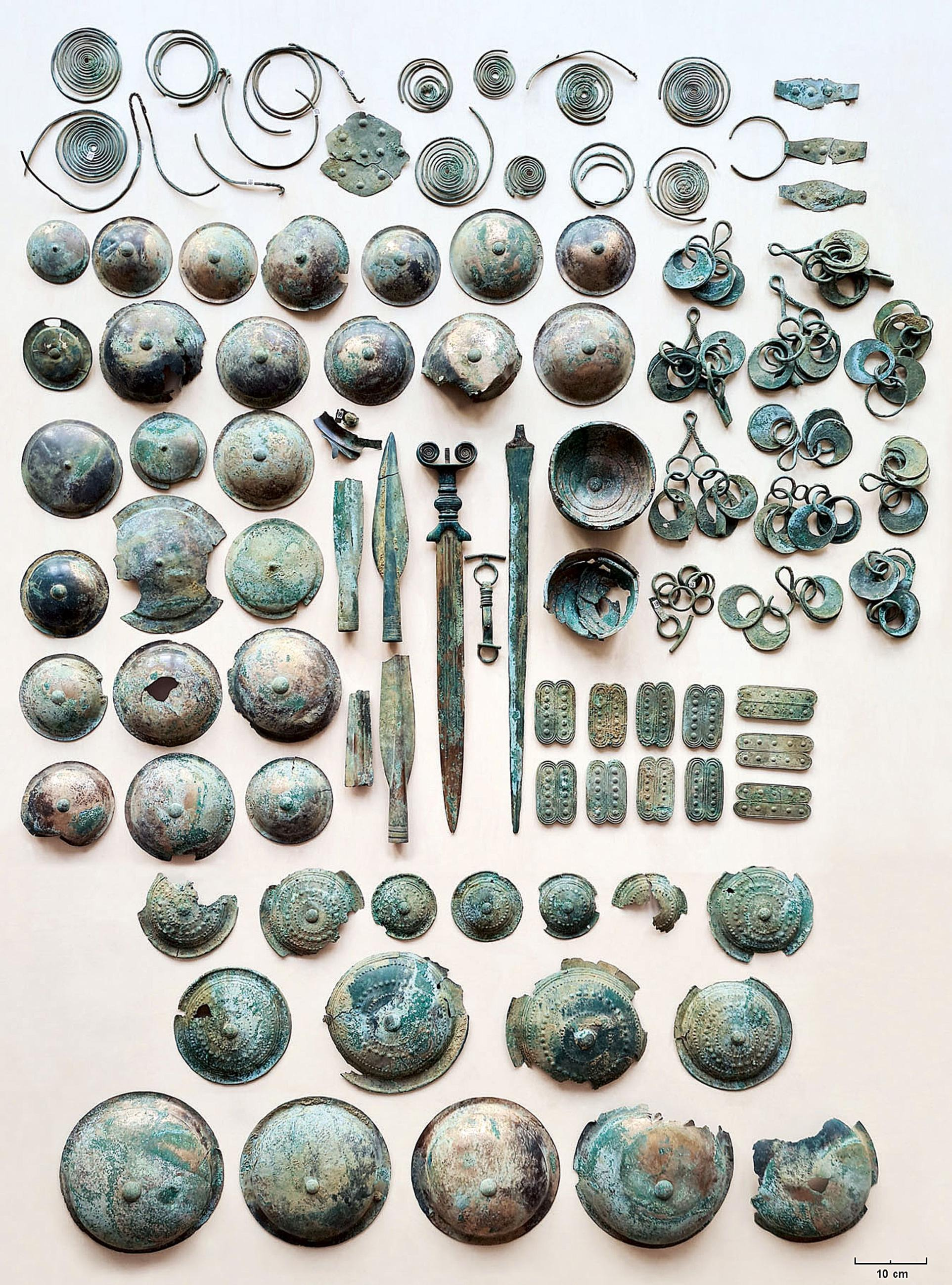
Artéfacts illustrant la métallurgie et la fabrication du bronze par la culture lusacienne, Poméranie, VIIIe siècle av. J.-C.

Durant le Néolithique (vers 5500–2300 av. J.-C.), des communautés agricoles commencent à se répandre sur les terres correspondant à la Pologne actuelle, introduisant l’agriculture, la poterie et des animaux domestiqués. Les cultures du Lengyel, des vases à entonnoir et des amphores globulaires se distinguent par leurs tombes mégalithiques, leurs établissements sédentaires et leur céramique,,.
L’âge du bronze (vers 2300–700 av. J.-C.) marque des avancées notables dans l’artisanat avec l’émergence de la culture d'Unétice puis de la culture lusacienne. Cette dernière fonde le site fortifié de Biskupin au VIIIe siècle av. J.-C.,. Ces communautés pratiquaient la métallurgie du bronze, le commerce à longue distance et des rites funéraires élaborés, tel qu'en témoignent les cimetières à crémation de type champs d’urnes.
Parmi les sites archéologiques ou mégalithiques majeurs de Pologne figurent la Nécropole de Bodzia (en), le cimetière mégalithique de Borkowo (en), Nowa Cerekwia (zone de fouilles), Odry (cercles de pierre), Węsiory (cercles de pierre), ou le site de Wietrzychowice (tumuli).

### Antiquité classique
L’histoire de la Pologne durant l’antiquité classique est principalement reconstruite à partir de données archéologiques, la région se trouvant hors des frontières de l’Empire romain et n’ayant laissé que peu de sources écrites. Au Ier siècle av. J.-C., la région était habitée par des tribus celtes, notamment les Boïens, qui fondèrent des établissements en Basse-Silésie. Ces groupes appartenaient à la culture de La Tène, reconnue pour sa métallurgie avancée, son ornementation raffinée et ses pratiques funéraires distinctives. Des découvertes effectuées le long de la route de l’ambre, un important axe commercial reliant la mer Baltique à la Méditerranée, attestent du rôle de la Pologne comme corridor d’échange de ambre et de céramique à cette époque.
Au début de notre ère, la culture de Przeworsk prospère en Pologne centrale et méridionale, succédant à la présence celtique. Elle se caractérise par des sépultures par crémation, des armes en fer et des objets d’importation romaine. Des pièces de monnaie romaine et des artefacts militaires découverts dans la région de Cujavie suggèrent des contacts avec l’Empire romain, probablement via le commerce ou le service mercenaire.
Au IIe siècle apr. J.-C., la culture de Wielbark, associée aux peuples germaniques, s’impose dans le nord et le centre de la Pologne, remplaçant progressivement la culture d'Oksywie. Contrairement aux Przeworsk, les Wielbark ne déposaient pas d’armes dans les tombes, mais leurs nécropoles révèlent des échanges à longue distance, notamment par la présence de verrerie romaine.
Le déclin de l’Empire romain aux IVe et Ve siècles coïncide avec le déplacement vers le sud des Goths, laissant un vide culturel progressivement comblé par les migrations slaves. Les tribus nouvellement arrivées construisent des établissements fortifiés appelés grods à travers une grande partie de la Pologne.

### Moyen-Âge

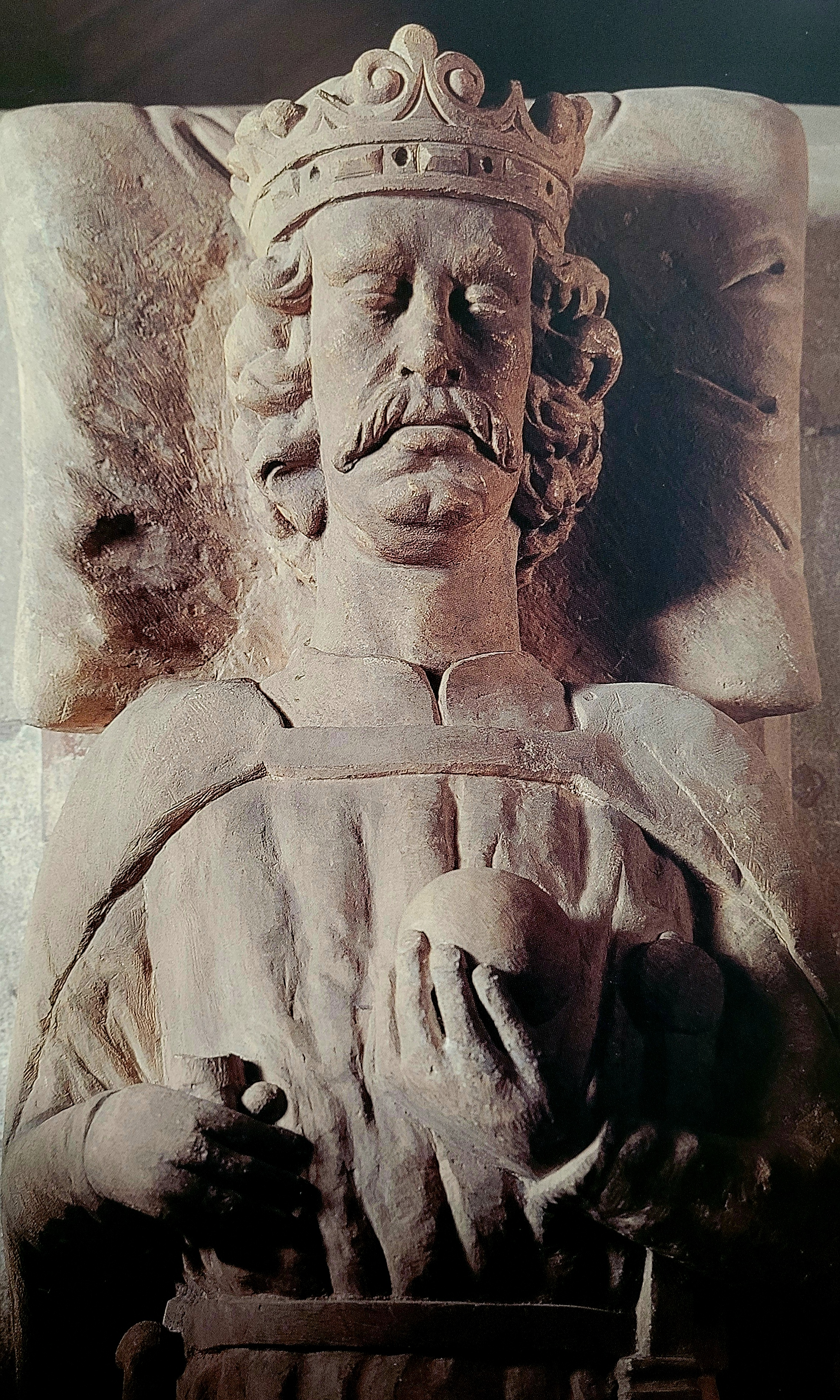
L'un des plus anciens gisants royaux polonais conservés : celui de Ladislas Ier le Bref, à la cathédrale du Wawel à Cracovie.

L’histoire médiévale de la Pologne débute au Xe siècle avec l’ascension de la dynastie des Piast. Sous le règne de Mieszko Ier, qui adopte le christianisme en 966, la Pologne entre dans la sphère du christianisme latin occidental. Ce baptême marque le début de la construction de l’État polonais et permet l’établissement de relations diplomatiques avec le Saint-Empire romain germanique et la papauté.
Son fils, Boleslas Ier, étend le royaume et est couronné premier roi de Pologne en 1025, faisant de la Pologne une puissance régionale. Toutefois, ses successeurs peinent à maintenir le pouvoir. Le pays est confronté à des troubles internes, des querelles de succession et des révoltes païennes qui affaiblissent l’autorité centrale.
En 1079, Boleslas II le Généreux entre en conflit avec l’Église catholique, ce qui conduit à l’exécution de l'évêque Stanislas et à la chute du roi, exilé peu après. Après la mort de Boleslas III Bouche-Torse en 1138, la Pologne entre dans une ère de fragmentation féodale, le royaume étant divisé entre ses fils en duchés régionaux. Cette division affaiblit l’unité du royaume et le rend vulnérable aux menaces extérieures, qui se manifestent notamment sous la forme des invasions mongoles de la Pologne au XIIIe siècle,.
Cette période voit néanmoins la croissance des villes sous le Droit de Magdebourg, l’installation de populations étrangères et la fondation de nombreuses institutions,. L’Ordre Teutonique, invité par Conrad Ier de Mazovie pour lutter contre les Prussiens païens, fonde un État dans la région baltique, devenant rapidement un voisin hostile.
La réunification du royaume commence sous Ladislas Ier de Pologne, couronné roi à la cathédrale du Wawel en 1320. Son fils, Casimir III le Grand, renforce le pouvoir royal, modernise le système judiciaire et fonde en 1364 la première université polonaise, aujourd’hui connue sous le nom d’université Jagellonne. En 1385, l’Union de Krewo unit le royaume de Pologne (représenté par Hedwige Ire de Pologne) et le grand-duché de Lituanie (représenté par le grand-duc Jogaila), donnant naissance à la dynastie Jagellon, une puissante alliance chrétienne en Europe orientale. La bataille de Grunwald en 1410 marque un tournant décisif dans la lutte contre l’État teutonique.
À la fin du Moyen Âge, la Pologne émerge comme un royaume européen majeur, doté d’une influence politique, culturelle et militaire croissante.

### Époque moderne

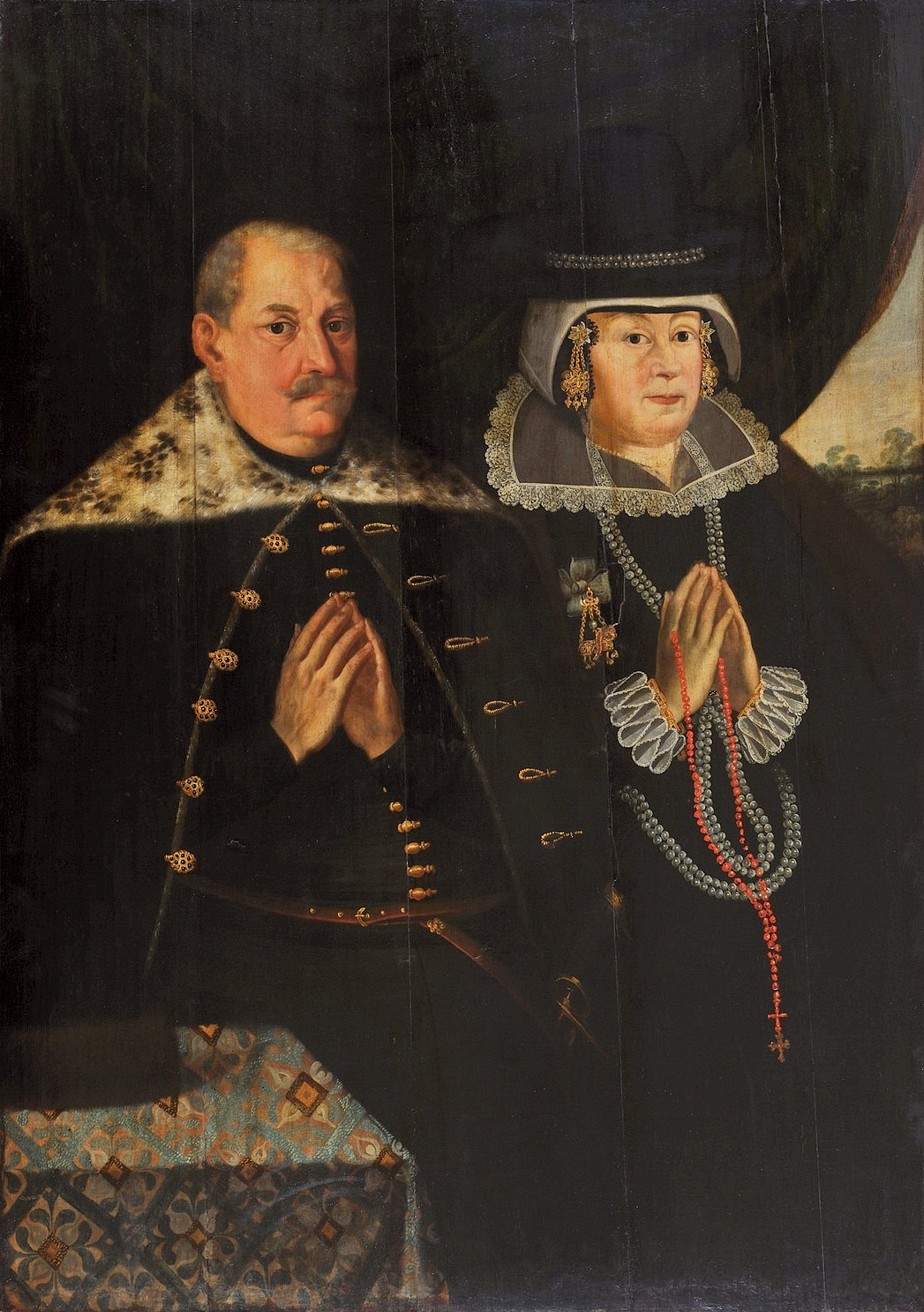
Portrait d’un couple de la noblesse (szlachta) en prière, vers 1625.

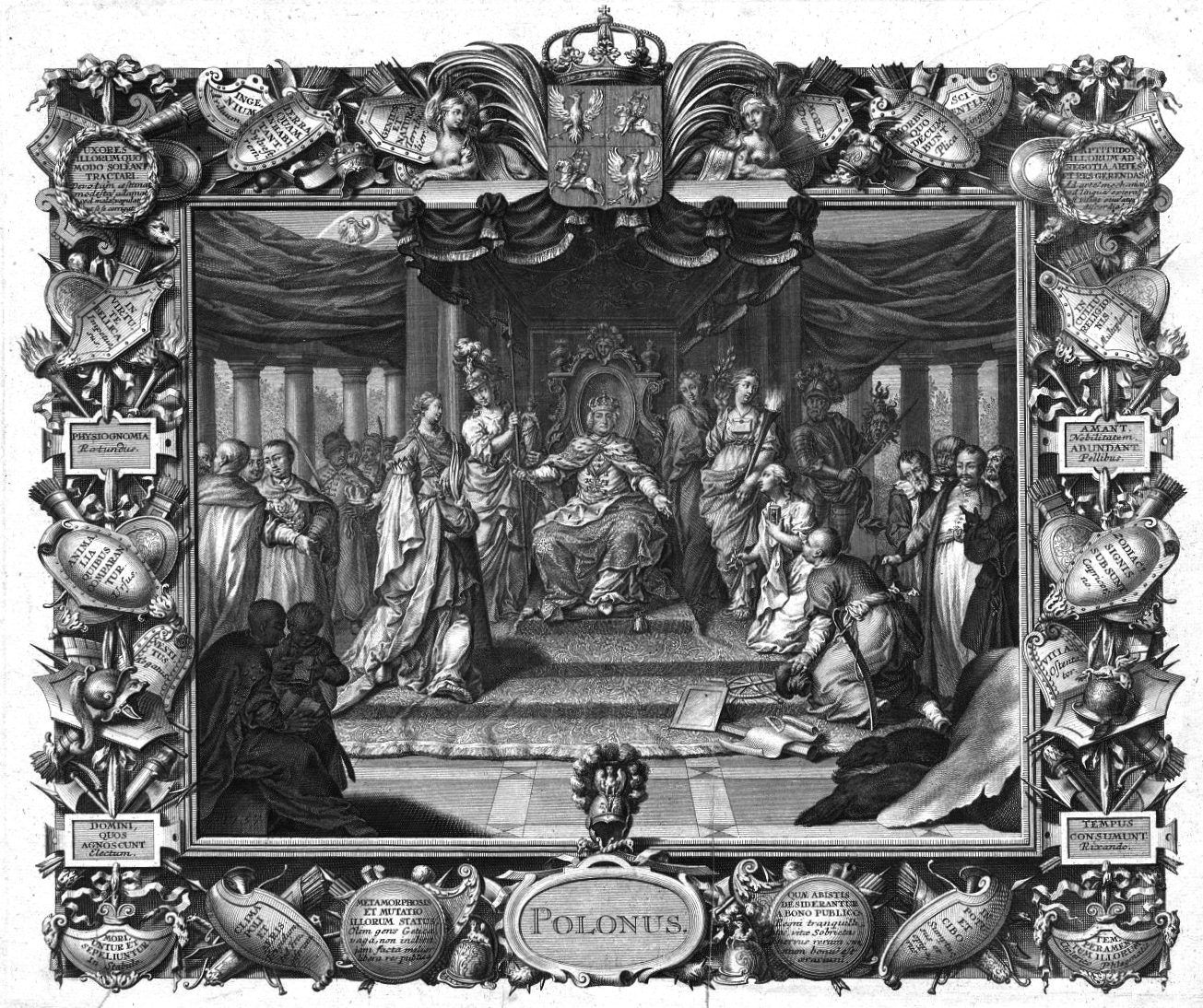
Allégorie des Polonais (1759).

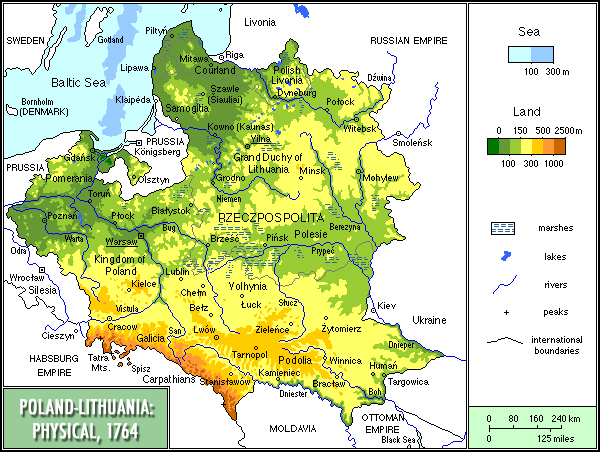
Carte topographique de la République des Deux Nations en 1764.

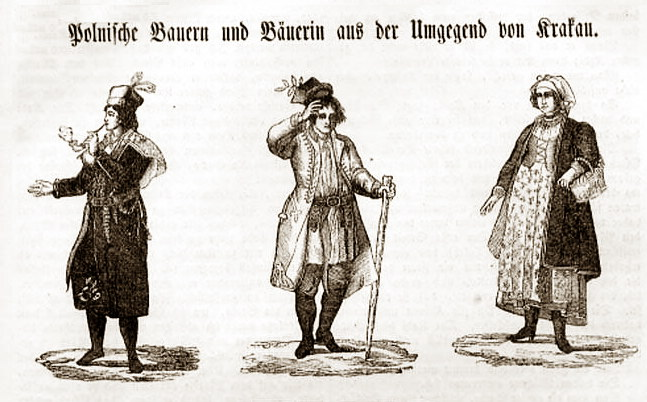
Paysans polonais des environs de Cracovie en 1852.

Entre 1500 et le début du XVIIe siècle, la République des Deux Nations s'imposa comme l'un des États les plus puissants et étendus d’Europe. Constituée par l’Union de Lublin en 1569, elle unifia le Royaume de Pologne et le Grand-Duché de Lituanie sous un monarque élu et un parlement commun (Sejm). Gouvernée selon un système unique de démocratie nobiliaire, la Liberté dorée, la République était dominée par une noblesse politiquement influente, la szlachta. Cette période, souvent qualifiée de « Siècle d'or polonais », fut marquée à la fois par l’expansion territoriale et la polonisation des populations allogènes, mais également par une relative tolérance religieuse, incarnée par la Confédération de Varsovie de 1573, et par un essor intellectuel et culturel remarquable,. Toutefois, la mort de Sigismond II Auguste en 1572 inaugura une période d’instabilité, en raison des faiblesses inhérentes au système de la monarchie élective.
La dynastie Vasa régna de 1587 à 1668, à commencer par Sigismond III Vasa, qui revendiqua également le trône suédois et transféra la capitale de Cracovie à Varsovie en 1596.
Le milieu du XVIIe siècle marqua le début d’un long déclin pour la République. Une série de conflits dévastateurs affaiblit gravement l’État, notamment la lutte pour l’indépendance de l’Ukraine lors de l’soulèvement de Khmelnytsky (1648), ainsi que l’invasion suédoise connue sous le nom de Déluge (1655–1660). Parallèlement, les guerres contre l’Empire ottoman et la Russie mirent à rude épreuve les ressources militaires et administratives du pays. Sur le plan intérieur, le fonctionnement des institutions fut paralysé par le liberum veto, un droit parlementaire permettant à tout député de bloquer la législation et de dissoudre le Sejm, empêchant ainsi toute réforme significative. Malgré quelques succès militaires symboliques, tels que le rôle décisif de Jean III Sobieski lors de la bataille de Vienne en 1683, ces victoires ne purent compenser les faiblesses structurelles croissantes auxquelles faisait face le pays.
Au XVIIIe siècle, la situation continua de se dégrader. Les rois saxons issus de la maison de Wettin, qui régnaient en union personnelle, supervisèrent une période de stagnation politique et d’ingérences étrangères croissantes. Les efforts réformateurs du dernier roi, Stanislas II, notamment l’adoption de la Constitution du 3 mai 1791 visant à renforcer le pouvoir central et moderniser l’État, ne purent réellement changer la donne, ces initiatives furent perçues comme menaçantes par les puissances voisines. En réaction, la Russie, le Royaume de Prusse et la monarchie des Habsbourg organisèrent les partages de la Pologne en 1772, 1793 et 1795, aboutissant à l’effacement total de la République des cartes européennes. À la fin du XVIIIe siècle, la Pologne avait cessé d’exister comme État souverain, ouvrant une longue période de domination étrangère qui ne prit fin qu’au début du XXe siècle.

### Époque contemporaine

Les changements de frontières de la Pologne après la Seconde Guerre mondiale entraînèrent l’expulsion, le déplacement et le rapatriement de millions de citoyens polonais.

123 ans après avoir disparu de la carte de l'Europe, la Pologne retrouva son indépendance en 1918 à l’issue de la Première Guerre mondiale, avec la création de la Deuxième République de Pologne sous la direction de Józef Piłsudski. La période de l’entre-deux-guerres (1918–1939) fut marquée par des efforts de consolidation des frontières, de modernisation de l’État et de gestion de profondes divisions politiques,. En 1939, la Pologne fut envahie par l’Allemagne nazie à l’ouest et par l’Union soviétique à l’est, ce qui déclencha la Seconde Guerre mondiale. Bien que le pays ait été militairement occupé, il conserva une forme de souveraineté à travers la mise en place du Gouvernement polonais en exil, d’abord basé en France puis à Londres. Ce gouvernement coordonna la résistance intérieure, notamment par l’intermédiaire de l’Armia Krajowa (en français : « Armée intérieure »), l’un des plus importants mouvements clandestins de l’Europe occupée. Malgré cette mobilisation, la Pologne subit des pertes humaines et matérielles colossales : environ six millions de citoyens furent tués, dont la moitié de confession juive, victimes de l’Holocauste perpétré dans les camps de concentration et d’extermination nazis.
À l'issue du conflit, la Pologne fut intégrée à la sphère d’influence soviétique et devint un État communiste sous le nom de République populaire de Pologne, dirigé par un régime à parti unique contrôlé par le Parti ouvrier unifié polonais. Cette période fut caractérisée par une planification centralisée, la nationalisation de l’économie, la censure et la répression des oppositions politiques. Malgré quelques périodes de stabilité, un profond mécontentement persista face aux difficultés économiques et à l’absence de libertés politiques. Ce climat donna naissance au mouvement Solidarność (en français : « Solidarité ») au début des années 1980, dirigé par Lech Wałęsa, qui débuta comme syndicat indépendant avant de devenir une force sociale et politique majeure. Après la levée de l'État de siège (1981–1983) et face à une crise économique aiguë, le gouvernement engagea un dialogue avec l’opposition, débouchant sur les Accords de la Table ronde (pl) et les élections législatives polonaises de 1989, partiellement libres, Ces événements marquèrent le début d’une transition pacifique vers la démocratie et l’établissement de la Troisième République polonaise.
Depuis 1989, la Pologne a connu de profondes mutations politiques, économiques et sociales. Le pays est passé d’une économie planifiée à une économie de marché, rejoignant l’OTAN en 1999 et l’Union européenne en 2004. Aujourd’hui, la Pologne joue un rôle central en Europe centrale, forte d’une économie dynamique, d’une société civile active et d’un engagement soutenu en faveur de la sécurité régionale.

## Culture
La culture polonaise est intimement liée à sa riche histoire millénaire, et constitue un élément fondamental de la civilisation occidentale. Les liens profonds avec le monde latin et la foi catholique romaine ont également façonné l’identité culturelle de la Pologne,.
Diverses régions de la Pologne, telles que la Grande-Pologne, la Petite-Pologne, la Cujavie, la Mazovie, la Silésie et la Poméranie, ont développé leurs propres cultures régionales distinctes, avec des cuisines, des traditions populaires et des dialectes spécifiques. Pendant des siècles, la Pologne a également été un refuge pour de nombreuses minorités ethniques et religieuses, qui ont constitué une composante essentielle de la société polonaise et ont, elles aussi, forgé leurs propres coutumes originales.

### Symboles

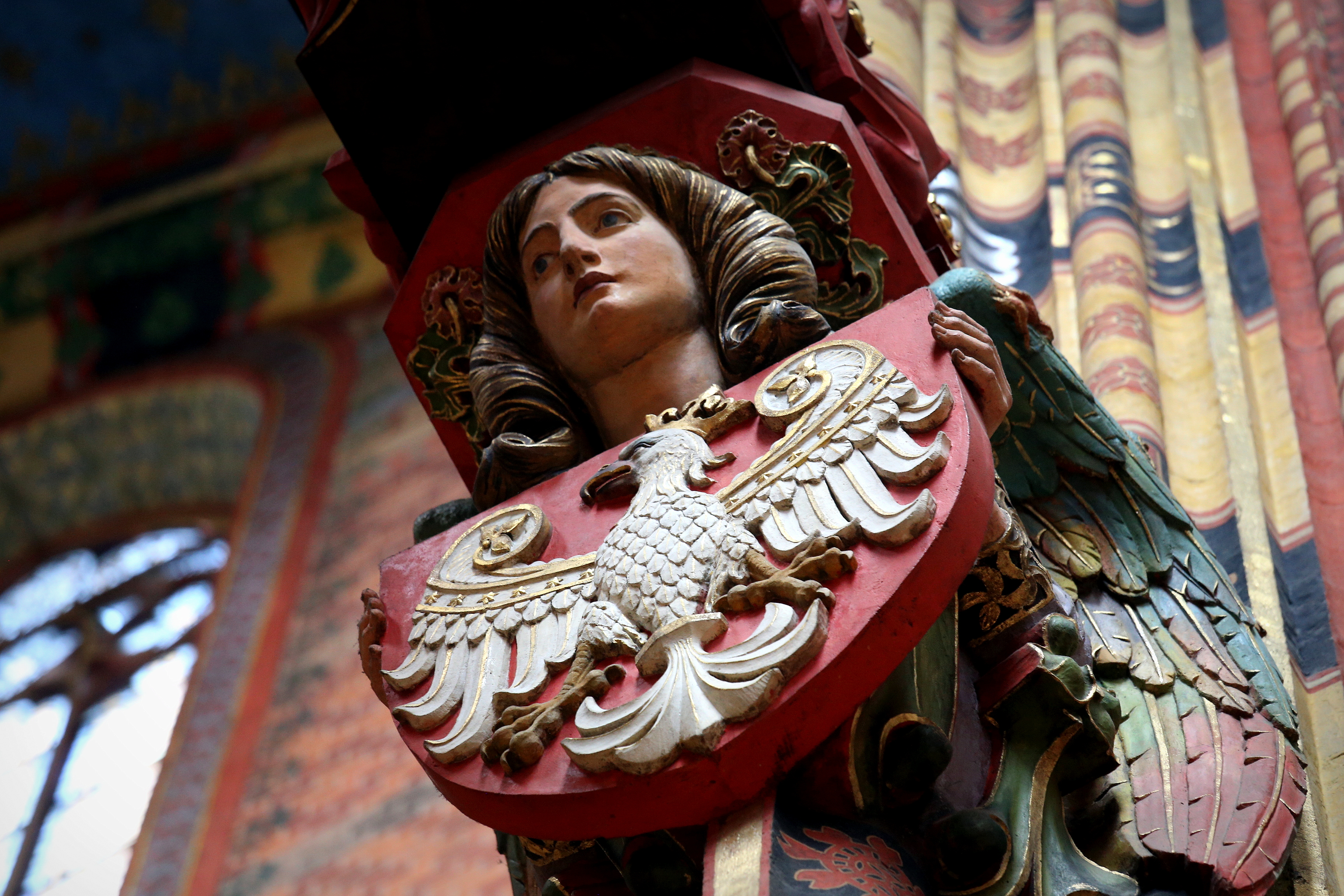
L'aigle blanche de Pologne est un symbole national et culturel polonais emblématique

La Constitution de la Pologne de 1997 définit les symboles officiels de la Troisième République de Pologne comme étant : le pygargue à queue blanche couronné (en polonais : bielik, orzeł biały) figurant sur les armoiries de la Pologne (godło), le drapeau de la Pologne blanc et rouge (flaga), et l’hymne national (Mazurek Dąbrowskiego). Les couleurs nationales ainsi que des variantes de l’aigle blanc apparaissent souvent sur des bannières, des cocardes, des épingles ou des objets commémoratifs. Parmi les symboles non officiels, souvent d’origine naturelle, figurent la cigogne blanche (bocian), le bison d’Europe (żubr), le coquelicot (mak), le chêne pédonculé (dąb), et la pomme (jabłko), considérée comme le fruit national du pays,. « Polonia » est la personnification nationale et l’incarnation allégorique de la Pologne ; elle représente une figure féminine symbolisant la nation polonaise, à l’image de Britannia pour le Royaume-Uni ou de Marianne pour la France.

### Noms
En Pologne, les conventions de dénomination sont régies par des normes linguistiques et culturelles bien établies. Les lois polonaises en matière de noms, établies par le Conseil de la langue polonaise (en), garantissent rigoureusement la conformité aux règles linguistiques. Un nom complet se compose généralement d’un ou deux prénoms suivis d’un nom de famille. Les prénoms, issus d’origines linguistiques variées, sont souvent associés aux Fêtes des prénoms (imieniny), autrefois largement célébrées. Les noms de famille sont généralement hérités et reflètent le genre grammatical ; par exemple, la forme masculine Kowalski correspond à la forme féminine Kowalska. Certains noms, comme Nowak, restent inchangés quel que soit le genre. Des formes plurielles sont également utilisées pour désigner les familles, telles que Kowalscy.
De nombreux noms de famille proviennent d’anciens métiers, de lieux géographiques ou de caractéristiques descriptives. Depuis le Haut Moyen Âge, les noms de famille polonais se terminant par le suffixe masculin -ski (et le suffixe féminin -ska) étaient associés à la noblesse (szlachta). Les nobles utilisaient aussi des conventions de dénomination romaines, incluant notamment des agnomens.
Dans les usages oraux, la langue polonaise maintient une stricte distinction de pronoms selon le registre (distinction entre le tutoiement et vouvoiement), incluant des titres honorifiques et des formes de politesse lors de l’emploi du vocatif : Pan pour un homme adulte, Pani pour une femme adulte, Panna pour une jeune femme non mariée. L’usage des formes affectueuses ou des diminutifs dépend du contexte et peut fortement varier.

### Littérature

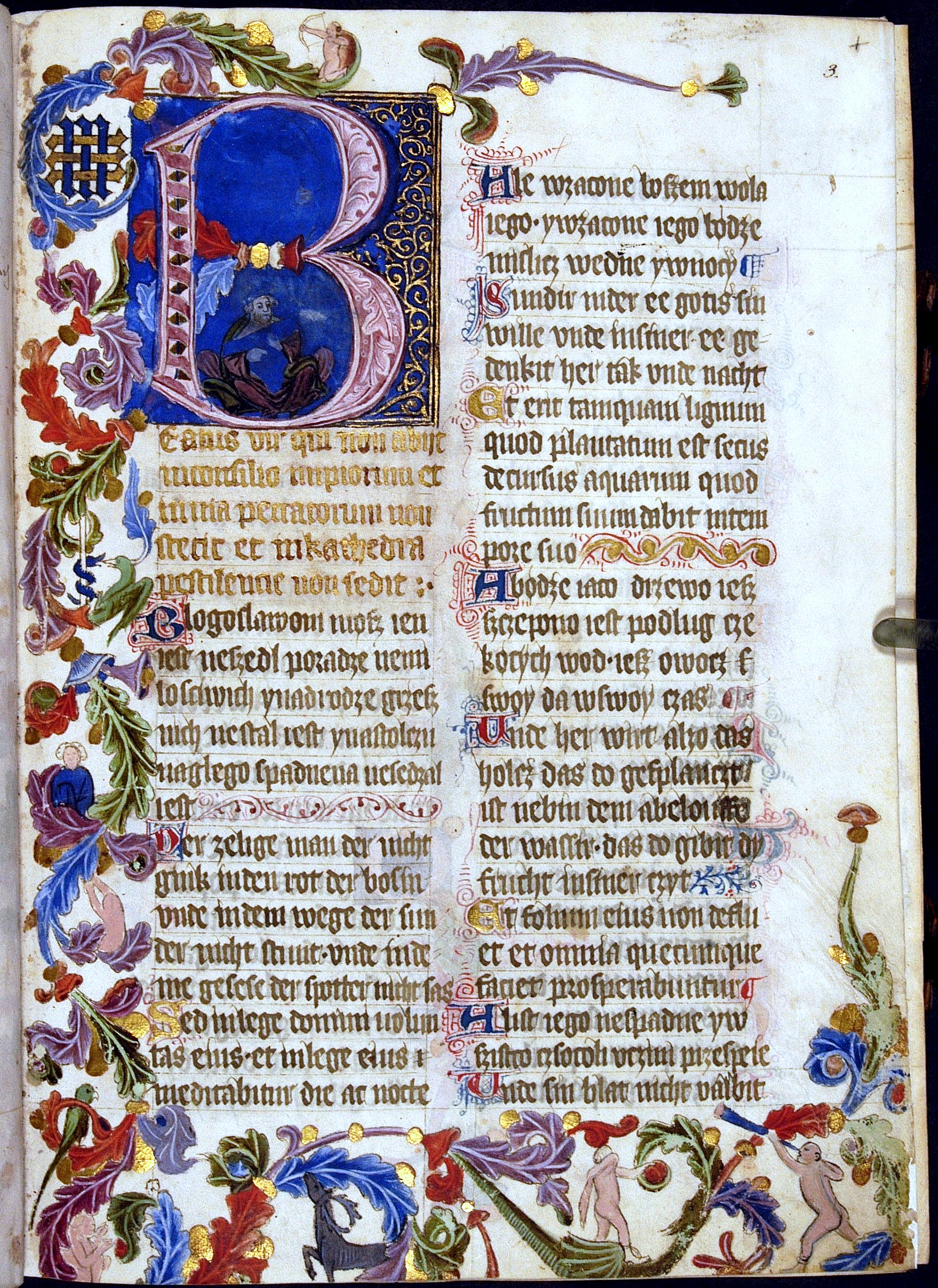
Le ', l’un des premiers ouvrages conservés en langue polonaise, conservé à la Bibliothèque nationale de Pologne.

Selon une étude de 2020, la Pologne se classe au 12e rang mondial des pays qui lisent le plus, et environ 79 % des Polonais lisent l’actualité plus d’une fois par jour, ce qui la place en deuxième position derrière la Suède. En 2021, six Polonais ont reçu le Prix Nobel de littérature. L’épopée nationale est de la Pologne Pan Tadeusz, écrite par Adam Mickiewicz. Parmi les romanciers polonais reconnus à l’international figurent Joseph Conrad (qui écrivait en anglais : Au cœur des ténèbres, Lord Jim), Stanisław Lem (Solaris), Henryk Sienkiewicz (Quo vadis ?), et Andrzej Sapkowski (The Witcher).
Les premières œuvres de la littérature polonaise remontent aux Xe et XIe siècles et étaient principalement rédigées en latin, avec des textes religieux et des chroniques comme la Gesta principum Polonorum (en) de Gallus Anonymus (début du XIIe siècle), qui constitue un témoignage fondamental sur les premiers souverains de la Pologne. Les Sermons de la Sainte-Croix (en) sont les plus anciens textes en prose polonaise encore conservés, datant du XIVe siècle, bien qu’ils ne soient parvenus que sous forme fragmentaire. Le Psautier de Saint Florian (en), manuscrit trilingue en latin, polonais et allemand, est l’une des plus anciennes traductions complètes des Psaumes, et la Bible de la reine Sophie (en) constitue la première traduction complète de la Bible en polonais. Cette période d’écriture dominée par le latin céda progressivement la place à l’usage du polonais dans la littérature, notamment durant la Renaissance, avec des auteurs comme Mikołaj Rej et Jan Kochanowski au XVIe siècle.

### Éducation et sciences
La réussite personnelle et l’éducation jouent aujourd’hui un rôle essentiel dans la société polonaise. En 2018, le Programme international pour le suivi des acquis des élèves (PISA) a classé la Pologne au 11e rang mondial pour les mathématiques, les sciences et la lecture. L’éducation a toujours été un sujet de premier ordre en Pologne depuis le début du XIIe siècle, notamment au sein de la noblesse. En 1364, le roi Casimir le Grand fonda l’Académie de Cracovie, qui deviendra l’Université Jagellonne, la deuxième plus ancienne institution d’enseignement supérieur en Europe centrale. La Commission de l'éducation nationale (en polonais : Komisja Edukacji Narodowej), formée en 1773, peut être considérée comme le premier ministère de l'Éducation nationale laïc dans le monde.
La Pologne a grandement contribué aux sciences, notamment pendant la Renaissance et le Siècle des Lumières ; parmi les figures majeures figure Nicolas Copernic, qui révolutionna l’astronomie avec sa théorie héliocentrique. Durant les partages de la Pologne aux XVIIIe et XIXe siècles, les sociétés savantes et les initiatives éducatives ont permis de préserver le savoir. La Société des Amis des sciences à Varsovie, la Académie polonaise des arts et sciences de Cracovie, ainsi que les réseaux clandestins d’enseignement (comme l’Université volante) ont joué un rôle essentiel dans la préservation de la vie intellectuelle.
Au XXe siècle, la Pologne a produit plusieurs lauréats du prix Nobel en sciences, notamment Marie Skłodowska-Curie, pionnière de la radioactivité. Des personnes nées en Pologne ou ayant la citoyenneté polonaise ont également apporté d’importantes contributions dans les domaines de la philosophie, de la psychologie, de la technologie et des mathématiques, tant en Pologne qu’à l’étranger ; parmi lesquels Alfred Tarski, Benoît Mandelbrot, Bronisław Malinowski, Leonid Hurwicz, Leszek Kołakowski, Ralph Modjeski, Rudolf Weigl, Solomon Asch, Stefan Banach et Stanisław Ulam.

### Musique et danse

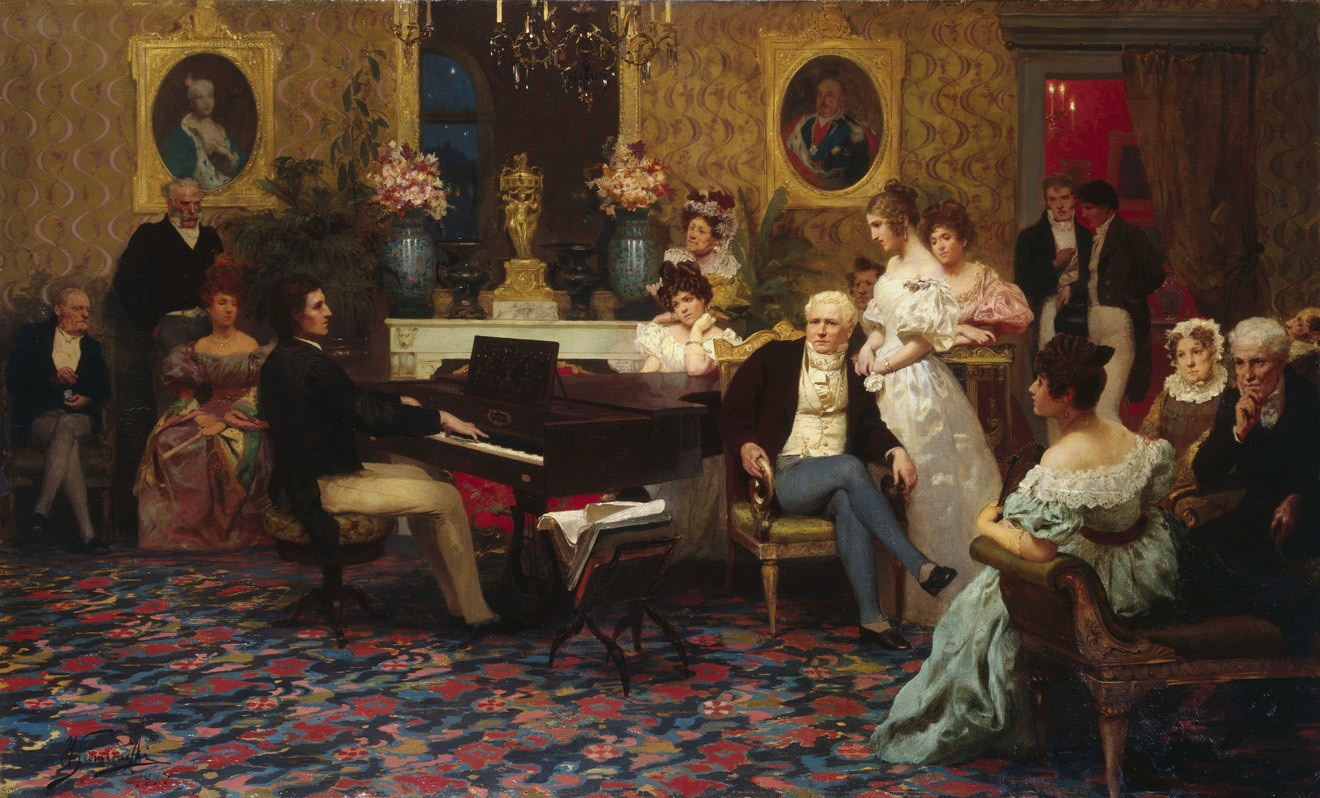
Frédéric Chopin joue dans le salon de la famille Radziwiłł, 1829. Peinture de Henryk Siemiradzki (1887).

La musique polonaise traditionnelle se caractérise par des styles régionaux distincts et met en valeur des instruments folkloriques comme le violon, l’accordéon et la clarinette. La cornemuse et la musique de violon des monts Tatras sont particulièrement remarquables, reconnus pour leurs rythmes dynamiques et leurs mélodies expressives. La Pologne a également apporté une contribution majeure à la musique classique, notamment grâce aux œuvres du pianiste et compositeur Frédéric Chopin, dont les compositions demeurent centrales dans le répertoire romantique.
Les danses folkloriques polonaises, telles que la polonaise, la mazurka, le krakowiak (cracovienne), l’oberek et le kujawiak, présentent des structures rythmiques, des tempos et des schémas chorégraphiques variés. Par ailleurs, la polka s’est intégrée aux traditions dansées polonaises et fut incorporée au répertoire local. Ces airs dansants ont été popularisés par Chopin en Europe et par la communauté polono-américaine en Amérique du Nord,.
Les chants latins et les hymnes religieux comme Gaude Mater Polonia et Bogurodzica étaient autrefois entonnés dans les lieux de culte et lors des célébrations, bien que cette tradition se soit estompée. La poésie chantée, le disco polo et le jazz restent importants dans l’identité musicale polonaise, ce dernier bénéficiant d’une solide tradition depuis le milieu du XXe siècle. Aujourd’hui, le hip-hop est devenu l’un des genres les plus influents auprès des jeunes générations, souvent caractérisé par son lien étroit avec la culture urbaine.

### Arts

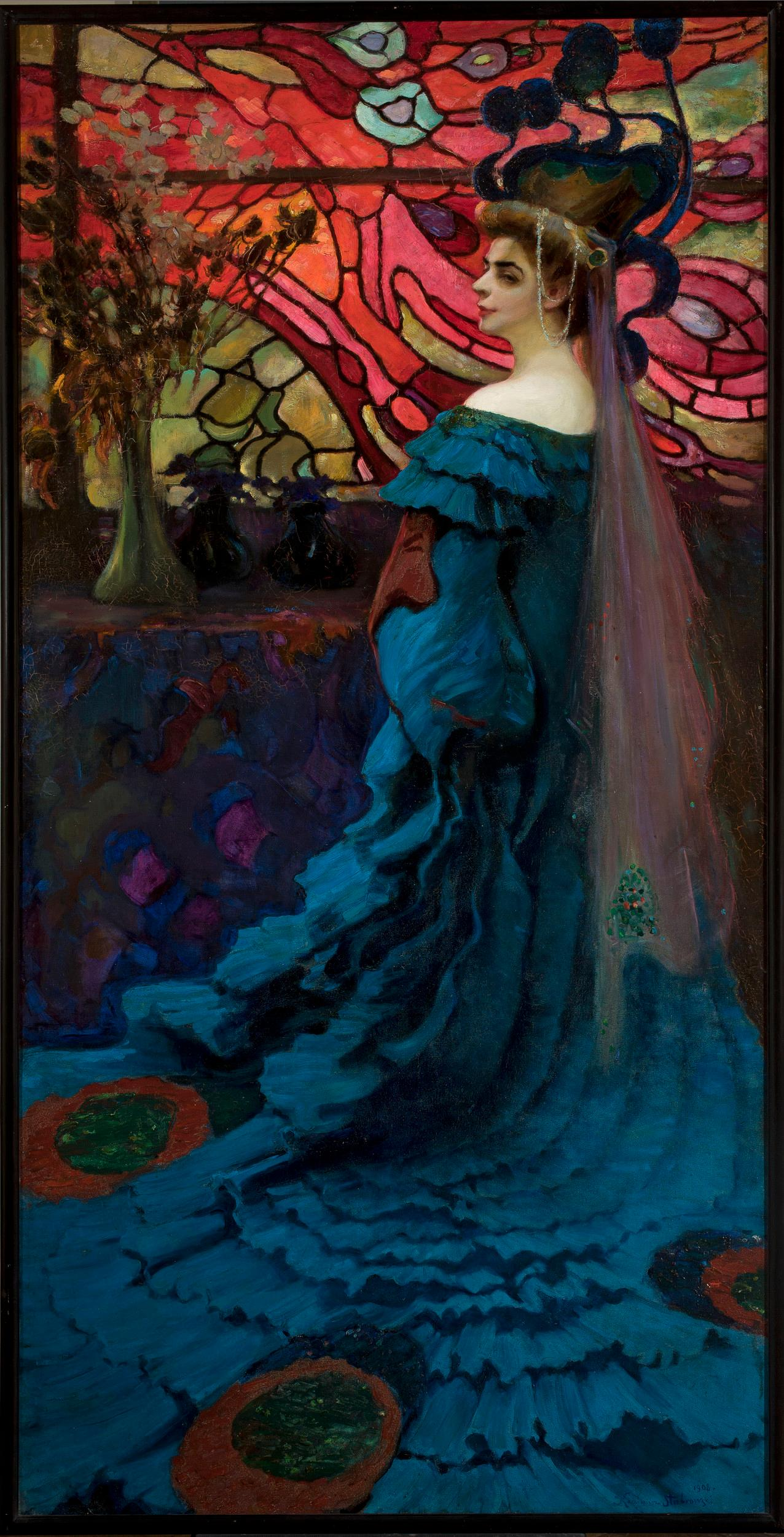
Portrait of Zofia Borucińska née Jakimowicz par Kazimierz Stabrowski (1908).

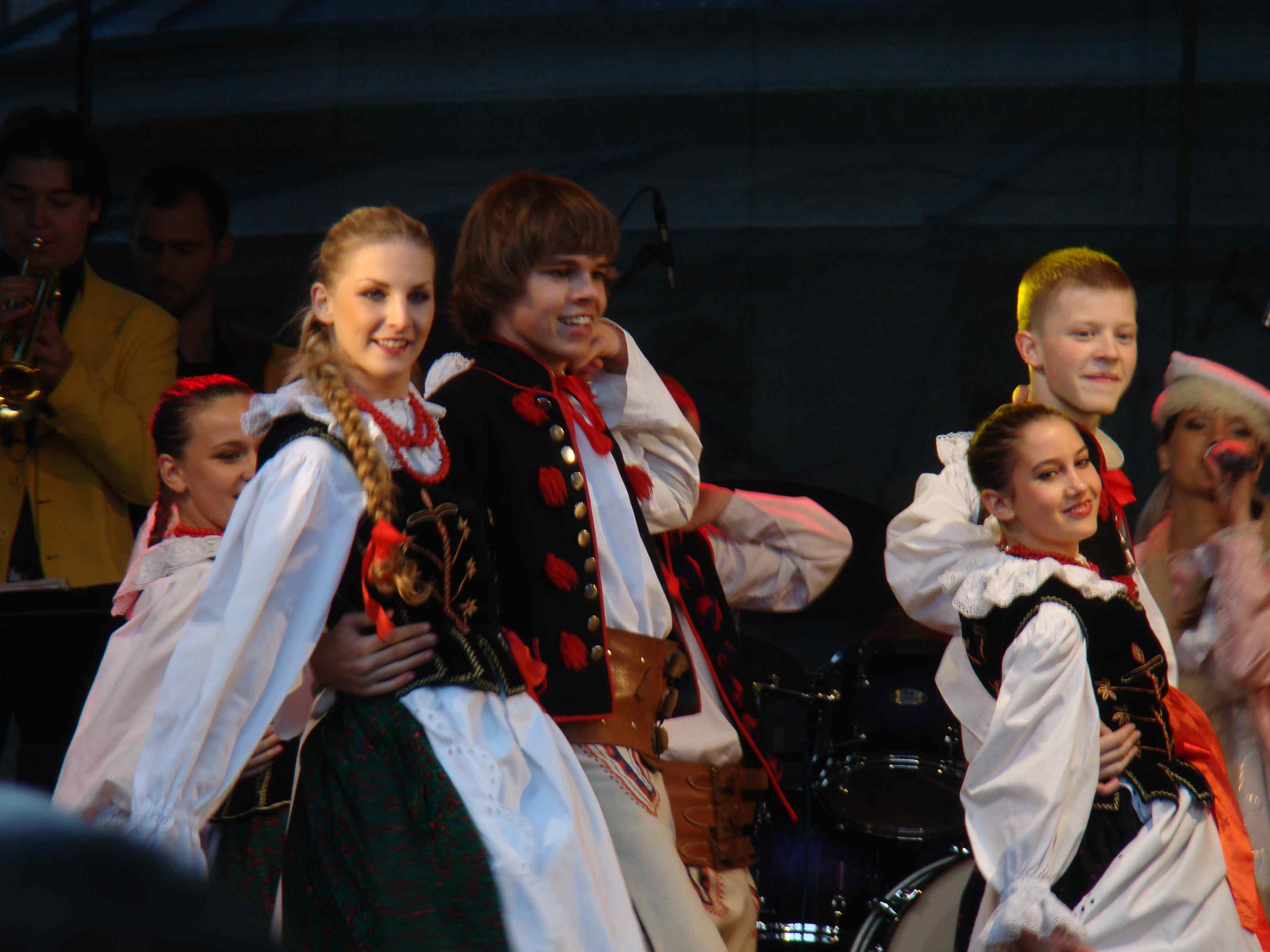
Jeunes Gorales dans leurs costumes traditionnels.

Au cours du Moyen Âge et de la Renaissance, la Pologne a absorbé les influences artistiques de l’Europe occidentale tout en développant ses propres expressions originales. L’architecture gothique, en particulier le gothique en brique, ainsi que l’iconographie religieuse et les manuscrits enluminés ont prospéré à l’époque médiévale, suivis par un âge d’or de la Renaissance dans la musique et l’architecture, avec l'influence artistique et culturelle de l’Italie et des Pays-Bas,. Des artistes comme Jan Matejko, au XIXe siècle, ont donné vie à l’histoire nationale à travers la peinture historique, contribuant de manière significative à nourrir l’identité polonaise.
Aux XXe et XXIe siècles, l’art polonais a reflété l’évolution du paysage politique et culturel du pays ; les styles variés incluent le modernisme, l’Art déco, le surréalisme, le réalisme socialiste et l’art abstrait. De manière générale, l’art polonais est profondément engagé dans les questions d’histoire, d’identité et de résilience.
L’utilisation de motifs floraux colorés, la menuiserie, le papier découpé et la broderie sont des éléments importants de l’art populaire polonais. Les costumes folkloriques polonais traditionnels (stroje ludowe) se distinguent par une riche broderie, des couleurs vives et des éléments décoratifs tels que perles, rubans et dentelle. La tenue féminine comprend généralement de longues jupes, des tabliers, des chemisiers brodés, des corsets ou des gilets, ainsi que des foulards ou des couronnes. Quant aux tenues masculines, elles comportent souvent des chemises brodées, des ceintures, des chapeaux et des bottes hautes.
Parmi les costumes régionaux les plus connus figurent celui de Łowicz, la tenue des Gorales (montagnards) des Tatras, et le costume de Cracovie, souvent considéré comme la tenue nationale de la Pologne. La Rogatywka, également appelé « konfederatka », est un type de chapeau originaire de Pologne, porté notamment par les forces terrestres polonaises.

### Architecture

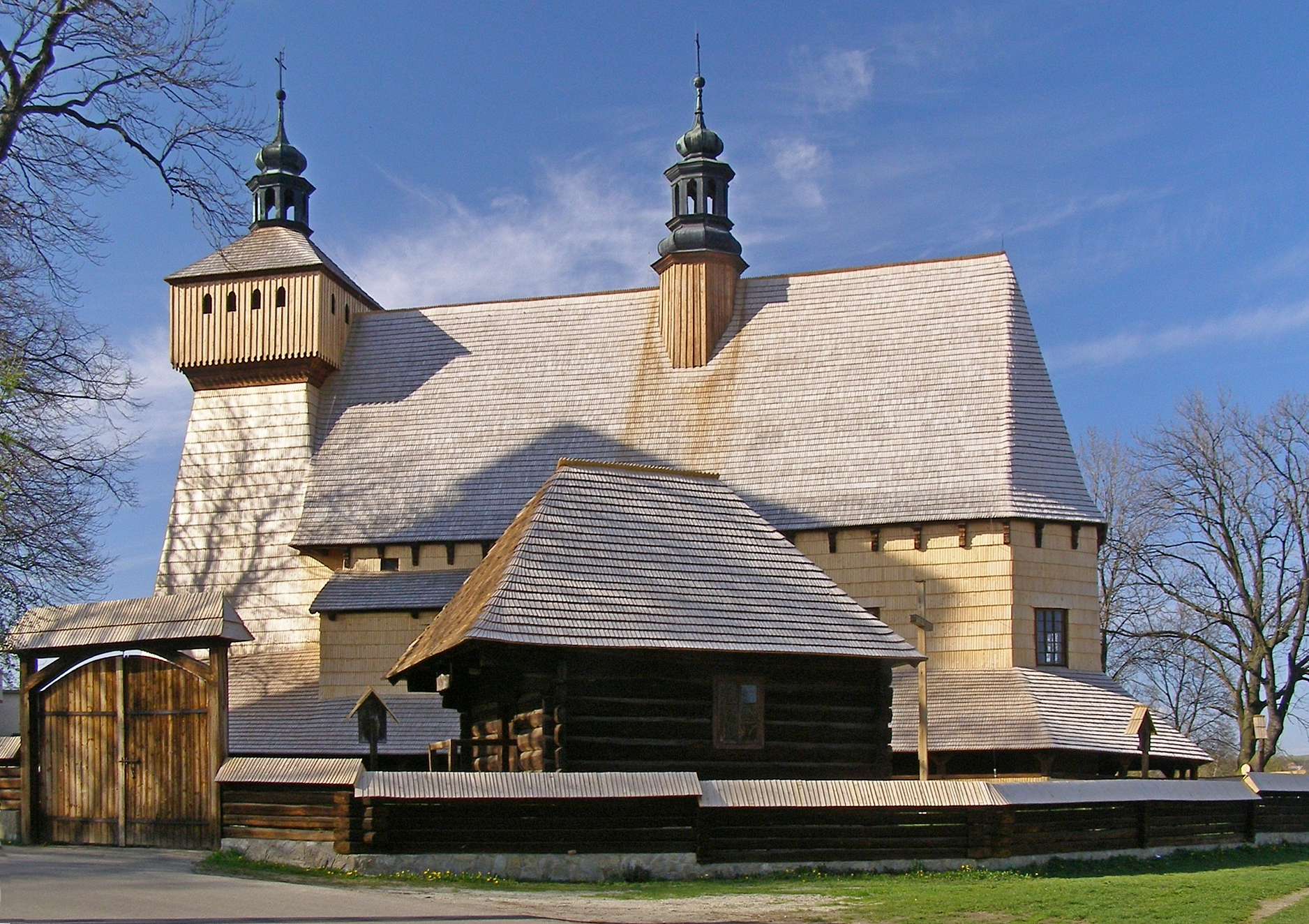
L'église en bois de Haczów.

L’architecture polonaise comprend des monuments modernes et historiques d’importance architecturale et patrimoniale.
Plusieurs œuvres majeures de l’architecture occidentale, telles que la colline du Wawel, les châteaux de Książ et de Malbork, ainsi que les paysages urbains de Toruń, Zamość et Cracovie, se trouvent sur le territoire polonais. Certains d’entre eux sont inscrits au patrimoine mondial de l’UNESCO.
Aujourd’hui, la Pologne développe des approches modernistes en matière de design architectural, portées par des architectes comme Daniel Libeskind, Karol Żurawski et Krzysztof Ingarden.
L’architecture vernaculaire de Pologne comprend de nombreuses églises catholiques romaines et tserkvas (églises orthodoxes et gréco-catholiques) en bois situées dans les Carpates du sud-est, dont certaines datent des XIVe et XVe siècles. On compte également parmi les exemples notables les synagogues en bois de la République des Deux Nations, bien que la plupart aient été détruites durant la Seconde Guerre mondiale.

### Gastronomie
Les repas sont généralement structurés autour de trois moments principaux : le petit-déjeuner (en polonais : śniadanie), le déjeuner (obiad), qui est le repas principal de la journée, et le dîner (kolacja), bien que la consommation d’un deuxième petit-déjeuner (drugie śniadanie) ou d’encas en soirée soit caractéristique de la Pologne.
Les aliments du quotidien incluent les côtelettes de porc panées (kotlet schabowy), les escalopes, les saucisses kielbasa, les pommes de terre, la salade de chou, les salades variées, les soupes (barszcz, soupe à la tomate ou bouillon de viande), les raviolis farcis pierogi, et divers types de pain (petits pains, pain de seigle, bagels).
La cuisine polonaise reflète également des influences religieuses et saisonnières importantes : pendant le Carême, les plats traditionnels deviennent sans viande, à base de poisson comme le hareng ou la carpe, tandis que la veille de Noël (Wigilia (en)) est célébrée avec un repas végétarien composé de douze plats traditionnels.
La cuisine polonaise est copieuse, et les Polonais figurent parmi les populations les plus touchées par le surpoids en Europe – environ 58 % des adultes étaient en surpoids en 2019, un chiffre supérieur à la moyenne de l’UE.
D’après les données de 2017, la consommation de viande par habitant en Pologne comptait parmi les plus élevées au monde, avec une prédominance du porc.
Le végétarisme est en progression, bien que non recensé par l’Office statistique de Pologne (en). La consommation d’alcool est relativement modérée par rapport à d’autres pays européens ; les boissons alcoolisées populaires incluant la bière polonaise, la vodka et les cidres.

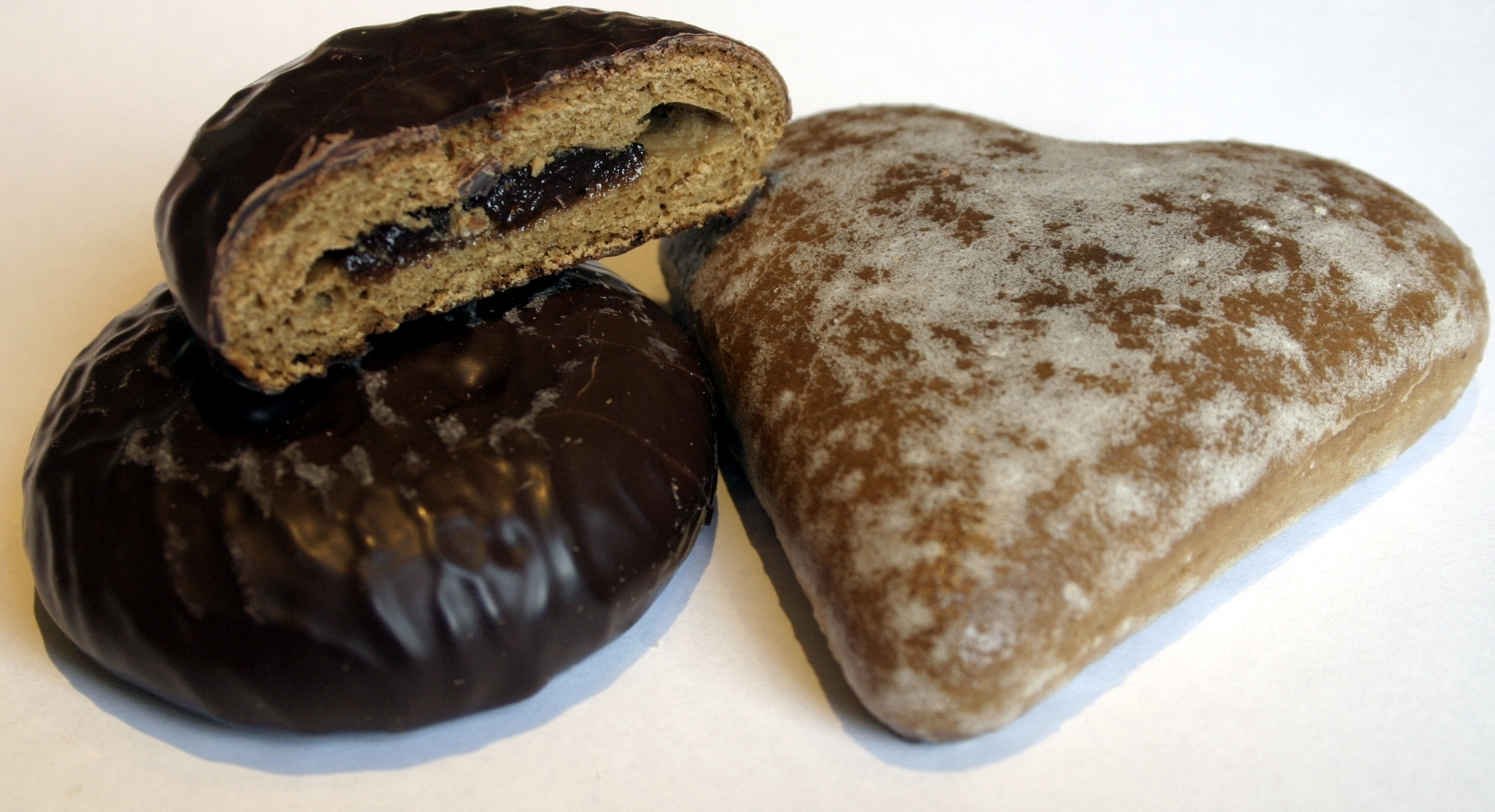
Pierniki (pain d'épices polonais) de Toruń, recette du XIVe siècle.
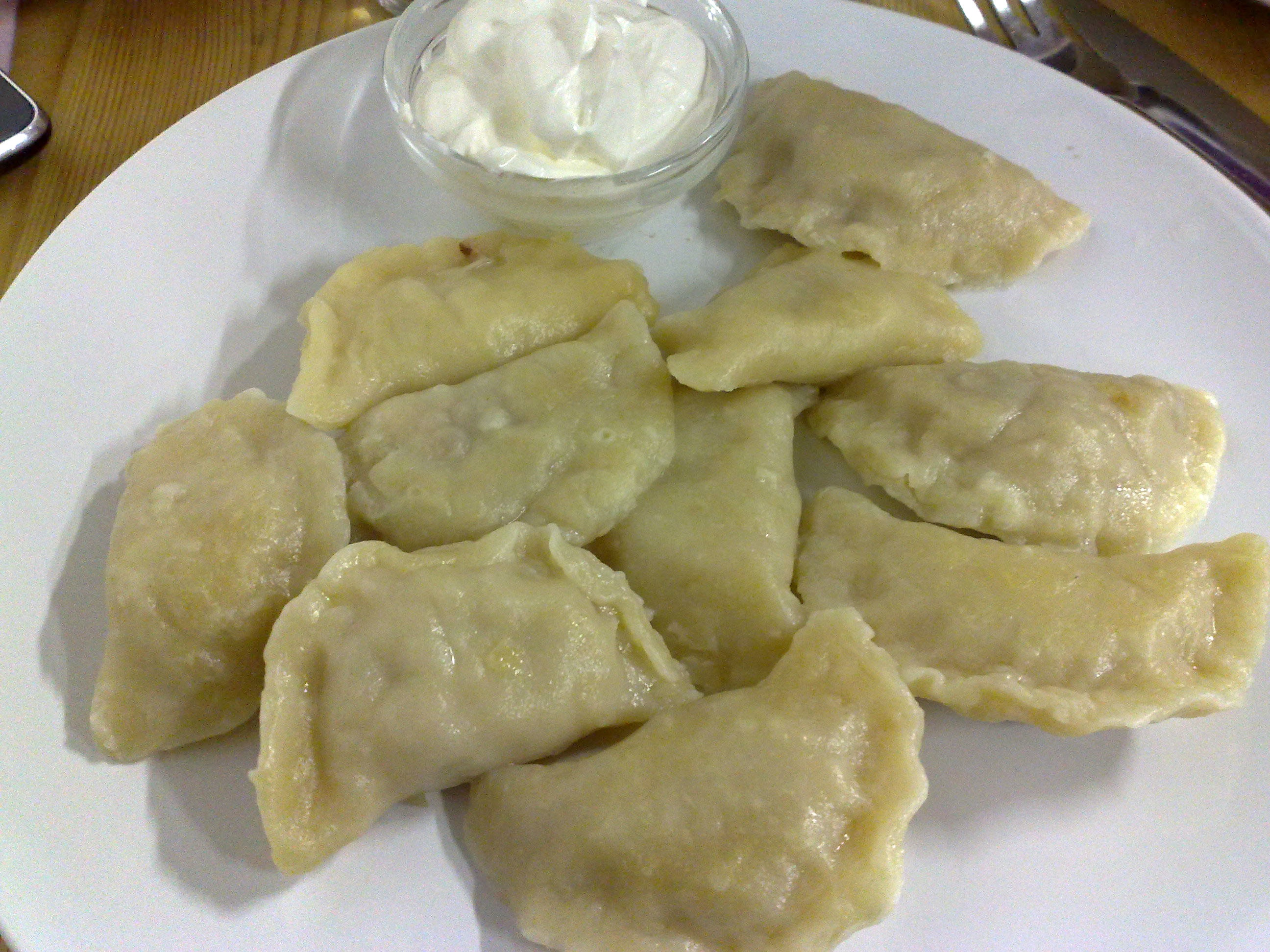
Les pierogi, plat national polonais, sont l'une des traditions culinaires polonaises les plus durables. Ils trouvent leur origine dans les traditions culinaires des anciens territoires de l'est de la Pologne (Kresy)[114].
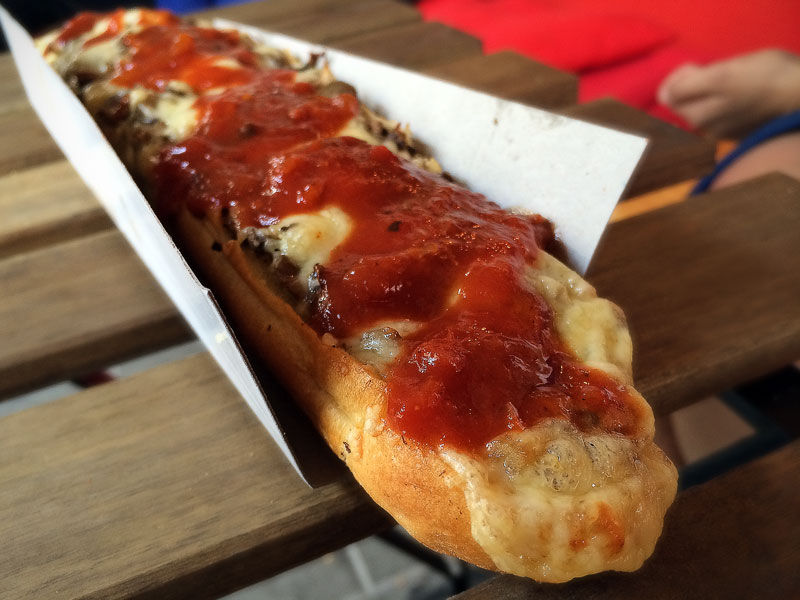
La zapiekanka, un long sandwich au fromage fondu, à la viande, aux champignons, aux oignons et au ketchup. Un plat de rue populaire encore aujourd'hui, apparu dans les années 1970.
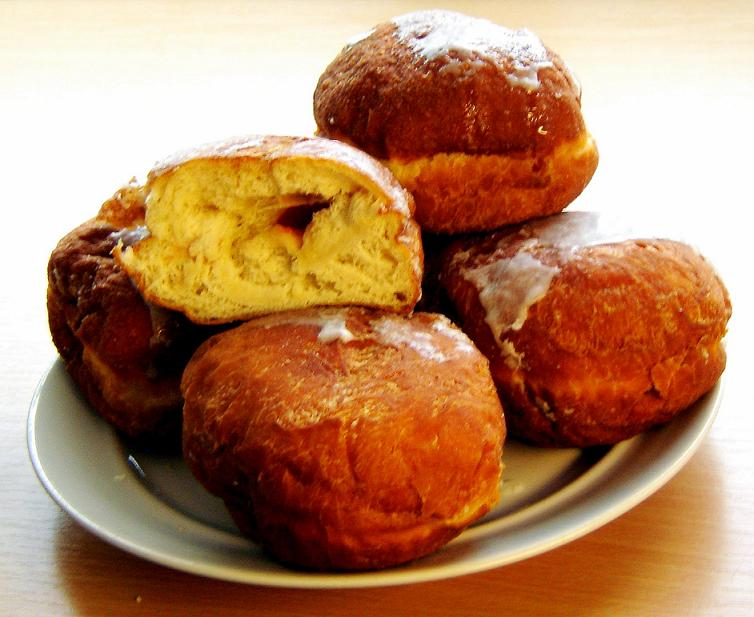
Des pączki, petits beignets fourrés à la confiture, typiques du mardi gras polonais.
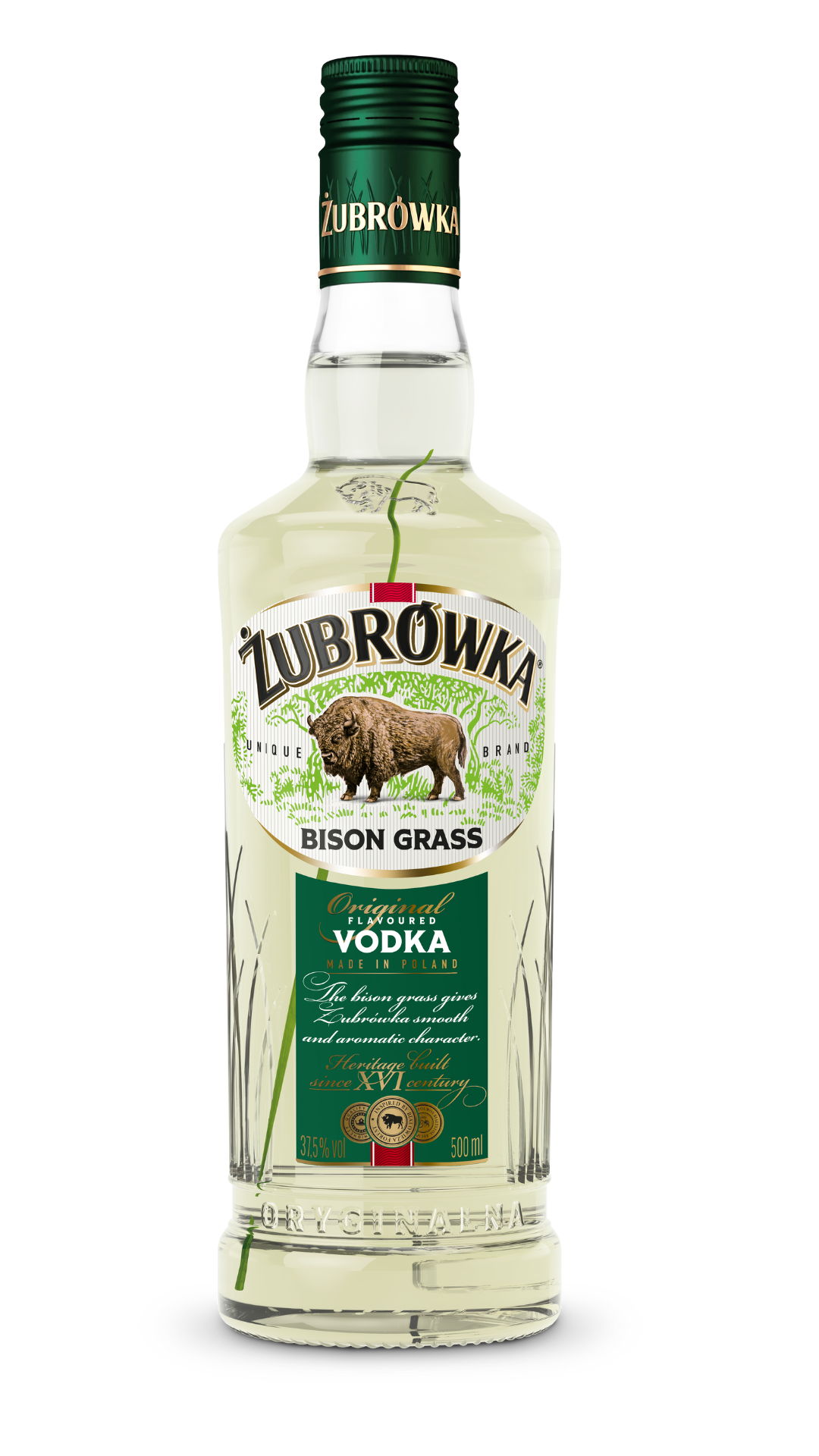
Une bouteille de vodka Żubrówka dont la particularité est de contenir un brin d'herbe à bison.
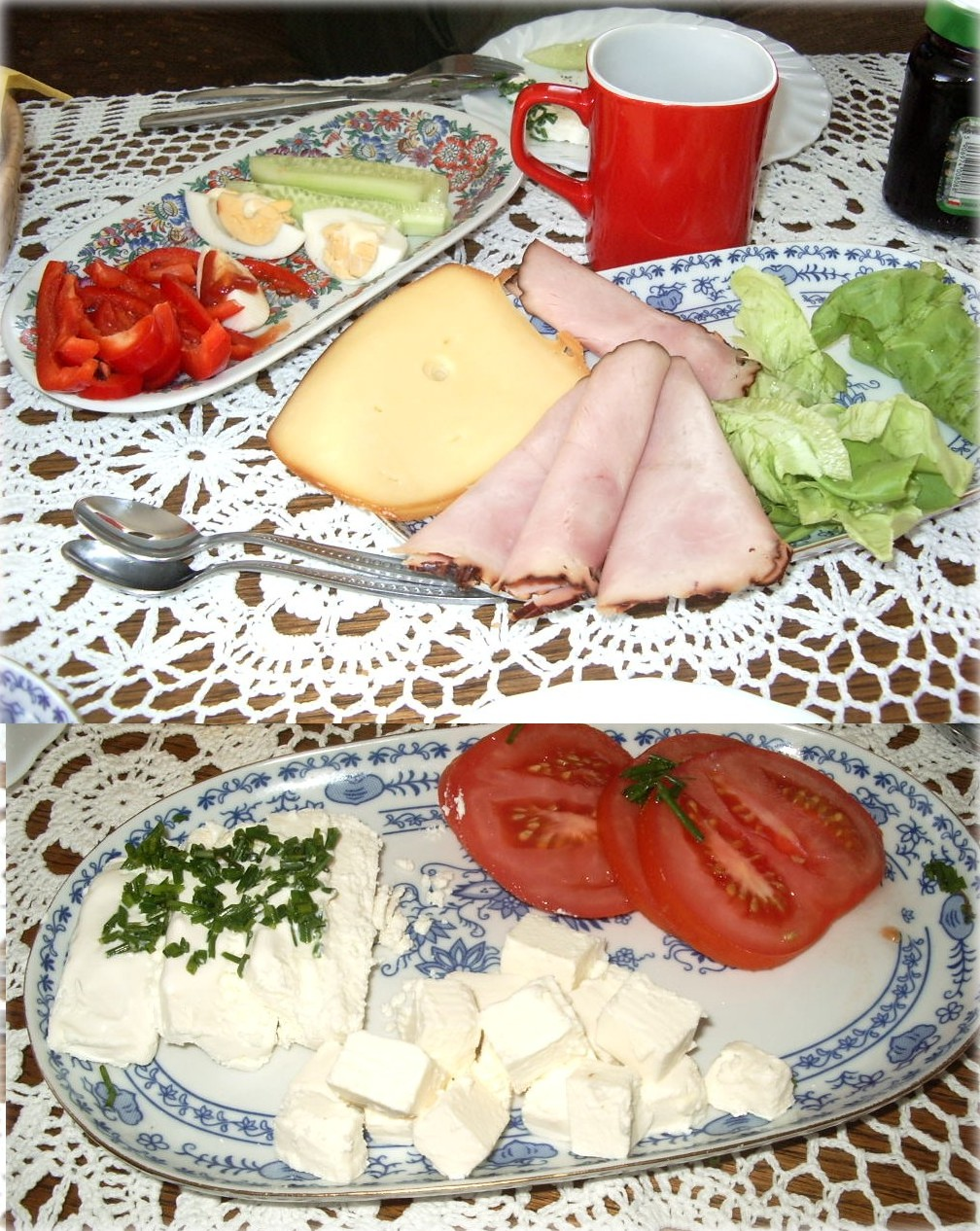
Petit-déjeuner polonais typique.

## Religion

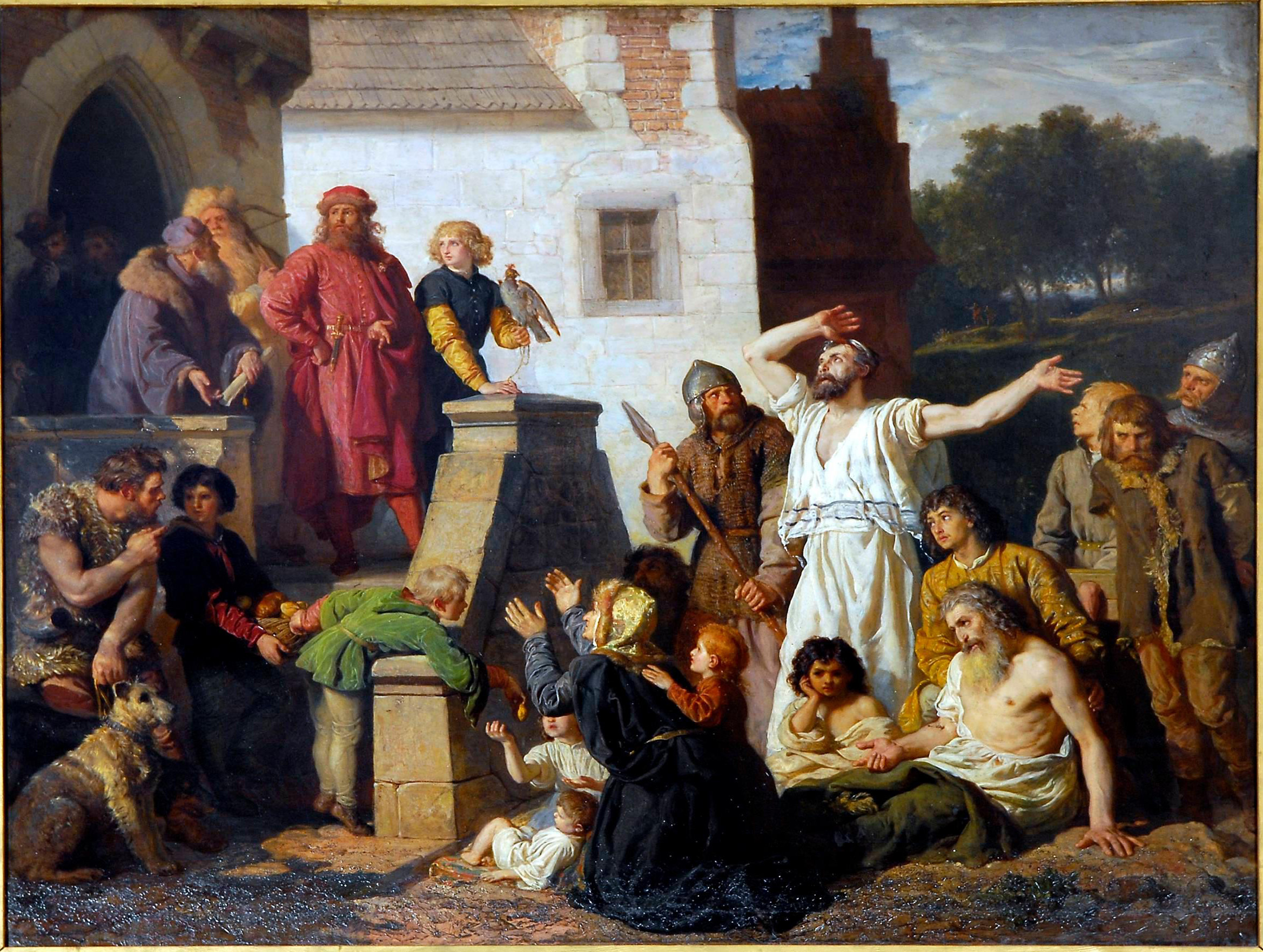
Casimir III le Grand accueille les Juifs en Pologne. Peinture de Wojciech Gerson.

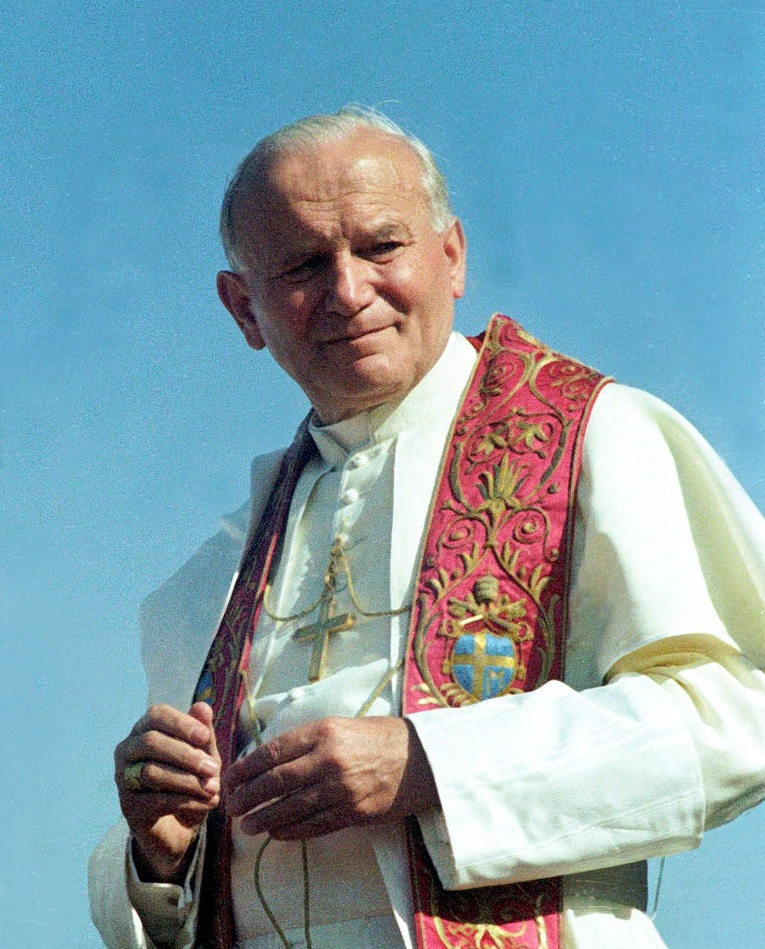
Jean-Paul II fut le premier Polonais à devenir Pape de l'Église catholique romaine.

Les Polonais ont traditionnellement adhéré à la foi chrétienne ; une écrasante majorité appartient à l’Église catholique romaine, avec 87,5 % des Polonais s’identifiant comme catholiques romains en 2011.
Selon la Constitution de la République de Pologne, la liberté de religion est garantie à chacun. Elle permet également aux minorités nationales et ethniques de fonder des établissements éducatifs et culturels, des institutions visant à protéger leur identité religieuse, ainsi que de participer à la résolution de questions liées à leur identité culturelle.
On trouve également de plus petites communautés, composées principalement de protestants (notamment luthériens), de chrétiens orthodoxes (notamment des migrants), de Témoins de Jéhovah, de personnes irréligieuses, de pratiquants du judaïsme (issus majoritairement des Juifs polonais présents avant la Seconde Guerre mondiale) et de musulmans sunnites (Tatars polonais).
Les catholiques romains sont présents dans tout le pays, tandis que les orthodoxes vivent principalement dans le nord-est, autour de Białystok, et les protestants dans les régions de Silésie de Cieszyn et de Varmie-Mazurie. Une population juive croissante existe dans les grandes villes, en particulier à Varsovie, Cracovie et Wrocław. Plus de deux millions de Juifs d’origine polonaise résident aux États-Unis, au Brésil et en Israël.
Les organisations religieuses en République de Pologne peuvent s’enregistrer auprès du Ministère de l’Intérieur et de l’Administration de la République de Pologne (en), créant ainsi un registre officiel des Églises et autres organisations religieuses opérant sous des lois spécifiques. Cet enregistrement n’est pas obligatoire, mais il facilite l’exercice des droits liés à la liberté religieuse.
Des adeptes des croyances slaves traditionnelles (Rodzimowiercy) sont reconnus par les autorités polonaises depuis 1995. Il s’agit notamment de l’Église polonaise native (en) (Rodzimy Kościół Polski), qui perpétue une tradition païenne remontant au Cercle sacré des adorateurs de Światowid fondé en 1921 par Władysław Kołodziej (en) (Święte Koło Czcicieli Światowida), ainsi que de l’Église slave polonaise (Polski Kościół Słowiański). Il existe également l’Association Foi native (pl) (Zrzeszenie Rodzimej Wiary, ZRW), fondée en 1996.

## Déplacements et diaspora
Les Polonais constituent le cinquième plus grand groupe national de l’Union européenne, après les Allemands, les Français, les Italiens et les Espagnols. Les estimations varient selon les sources, mais les données disponibles suggèrent un total allant jusqu’à 60 millions de personnes d’origine polonaise dans le monde (dont jusqu’à 22 millions vivant hors de Pologne). On dénombre près de 38 millions de Polonais en Pologne.

Répartition des Polonais au XIXe siècle
plus de 50 % de Polonais
30 % – 50 % de Polonais
20 % – 30 % de Polonais
10 % – 20 % de Polonais
5 % – 10 % de Polonais
3 % – 5 % de Polonais
1 % – 3 % de Polonais

On trouve également d'importantes communautés polonaises dans des pays voisins, dont certains territoires faisaient autrefois partie de la Pologne ou furent occupés par elle – l’ouest de la Biélorussie, l’ouest de l’Ukraine, la Lituanie, la Lettonie et la région de la Silésie de Cieszyn en République tchèque.
Le terme de « Polonia » est généralement utilisé en Pologne pour désigner les personnes d’origine polonaise vivant en dehors des frontières nationales. Il existe une importante diaspora polonaise aux États-Unis, au Brésil et au Canada. La France entretient une relation historique avec la Pologne et possède une population relativement importante de descendants polonais. Les Polonais vivent en France depuis le XVIIIe siècle. Au début du XXe siècle, plus d’un million de Polonais s’y sont installés, principalement pendant les guerres mondiales, parmi lesquels des émigrés polonais fuyant soit l’occupation nazie (1939–1945), soit le communisme (1945/1947–1989). On trouve aussi une importante diaspora polonaise au Royaume-Uni et en Allemagne.
Aux États-Unis, un grand nombre d’immigrants polonais se sont installés à Chicago, Milwaukee, dans l’Ohio, à Detroit, au New Jersey, à New York, Orlando (Floride), Pittsburgh, Buffalo et en Nouvelle-Angleterre. La majorité des Polonais canadiens sont arrivés après la Seconde Guerre mondiale. Le nombre d’immigrants polonais a augmenté entre 1945 et 1970, puis à nouveau après la fin du communisme en 1989. Au Brésil, la plupart des immigrants polonais se sont installés dans l’État du Paraná. Des nombres moindres mais significatifs se sont établis dans les États du Rio Grande do Sul, de l’Espírito Santo et de São Paulo. La ville de Curitiba accueille la deuxième plus grande communauté de la diaspora polonaise au monde (après Chicago), et la musique polonaise, les plats et la culture polonaises y sont très présents.
Une vaste vague de migration récente a eu lieu après l’adhésion de la Pologne à l’Union européenne en 2004 et l’ouverture du marché du travail européen ; environ 2 millions de Polonais, principalement jeunes, sont partis travailler à l’étranger. On estime que plus d’un demi-million de Polonais sont partis travailler au Royaume-Uni. Depuis 2011, les Polonais peuvent travailler librement dans toute l’UE, bénéficiant de droits pleins depuis l’adhésion de la Pologne en 2004. La communauté polonaise en Norvège a connu une croissance substantielle, atteignant 120 000 personnes, ce qui fait des Polonais le plus grand groupe d’immigrés dans le pays. Ces dernières années, la population polonaise à l’étranger a toutefois diminué, notamment au Royaume-Uni, avec 116 000 départs en 2018. En Irlande, les Polonais forment une minorité importante représentant environ 2,57 % de la population.
Il existe ainsi une importante diaspora polonaise en Allemagne (près de deux millions), en France (un million et demi), aux États-Unis (de dix à vingt millions de descendants), au Canada (800 000), au Royaume-Uni (500 000 à un million), en Australie (210 000) et au Brésil (3 500 000).
La diaspora polonaise compte 20 millions de membres nés en Pologne ou d'ascendance polonaise, qui se répartissent géographiquement comme suit :
- Afrique du Sud : 35 000
- Algérie : 1 500
- Allemagne : 1 500 000 (voir Diaspora polonaise en Allemagne)
- Argentine : 450 000
- Australie : 200 000
- Autriche : 200 000
- Belgique : 50 000
- Biélorussie : 1 500 000 (voir Polonais de Biélorussie)
- Brésil : 1 800 000
- Canada : 984 565[125] (voir Polono-Canadiens)
- Danemark : 20 000
- Espagne : 35 000
- États-Unis : 9 385 766[126] (voir Polono-Américains)
- France : 1 050 000 (voir Diaspora polonaise en France)
- Grèce : 50 000
- Hongrie : 400 000 (voir Minorité polonaise de Hongrie)
- Irlande : 122 500 (voir Diaspora polonaise en Irlande)
- Islande : 20 500 (voir Diaspora polonaise en Islande)
- Israël : 50 000
- Italie : 55 000
- Kazakhstan : 100 000
- Lettonie : 200 000 (voir Polonais de Latgale)
- Lituanie : 250 000 (voir Polonais en Lituanie)
- Pays-Bas : 50 000
- Royaume-Uni : 672 033[127],[128],[129] (2011)
- Russie : 1 200 000
- Suisse : 20 000
- Suède : 100 000
- Tchéquie : 300 000
- Ukraine : 900 000 (voir Polonais d'Ukraine)

## Représentants éminents
Liste non exhaustive :
- Nicolas Copernic
- Mikołaj Rej
- Jan Kochanowski
- Johannes Hevelius
- Stanislas Leszczynski
- Alexandre Kucharski
- Tadeusz Kościuszko
- Adam Mickiewicz
- Ignacy Paderewski
- Ignacy Łukasiewicz
- Frédéric Chopin
- Henryk Sienkiewicz
- Joseph Conrad
- Jan Matejko
- Juliusz Kossak
- Louis-Lazare Zamenhof
- Władysław Reymont
- Marie Curie
- Józef Piłsudski
- Rosa Luxemburg
- Helena Rubinstein
- Arthur Rubinstein
- Bronisław Malinowski
- Pola Negri
- Tamara de Lempicka
- Irena Sendler
- Zdzisław Beksiński
- Władysław Szpilman
- Jean-Paul II
- Roman Polanski
- Lech Wałęsa
- Donald Tusk
- Olga Tokarczuk